# Kaplica Narodzenia Najświętszej Maryi Panny w Toruniu
Kaplica Narodzenia Najświętszej Maryi Panny w Toruniu – kościół w jurysdykcji parafii polskokatolickiej Narodzenia Najświętszej Maryi Panny w Toruniu, wzniesiony w 1885 roku przy południowo-zachodnim narożniku cmentarza św. Jerzego. Pierwotnie pełniła funkcję ewangelickiej kostnicy cmentarnej. W 1913 roku w jej sąsiedztwie wybudowano dom grabarza. W 1993 roku przeszedł na własność parafii polskokatolickiej pw. Narodzenia NMP. 5 września 1999 roku w kaplicy zorganizowano uroczyste obchody 75-lecia istnienia parafii polskokatolickiej w Toruniu.